# Реінтеграція
Реінтеграція — поновлення особи у громадянстві у разі його втрати або попереднього виходу з громадянства.
В цілому, суть реінтеграції полягає у спрощеній процедурі відновлення громадянства, та, якщо окремо передбачено нормативними актами держави, різноманітна допомога у набутті звичного для особи соціального статусу.

## Реінтеграція в Україні
Згідно зі ст. 10 Закону України «Про громадянство України», особа, яка припинила громадянство України, є особою без громадянства і подала заяву про поновлення у громадянстві України, реєструється громадянином України незалежно від того, проживає вона постійно в Україні чи за кордоном.
Особа, яка після припинення громадянства України набула іноземне громадянство, повернулася в Україну на постійне проживання і подала заяву про поновлення у громадянстві України та зобов'язання припинити іноземне громадянство, реєструється громадянином України.